# BogoMips
Los BogoMIPS es una unidad de medida de un computador inventada por Linus Torvalds para Linux. El sistema necesita una forma para la temporización que debe ser calibrado con la velocidad del propio computador, así que es el núcleo el que calcula la velocidad a la que se ejecuta un bucle de retardo, y esta medida son los BogoMIPS. El nombre viene de Bogus que significa incorrecto, engañoso o falso y MIPS Millions of Instructions Per Second (millones de instrucciones por segundo), pero este parámetro no debe tomarse como algo serio ya que dependiendo de la arquitectura del procesador los bogomips puede variar enormemente.

## Medida de BogoMips
Como una guía muy aproximada, el BogoMips puede ser precalculado por la siguiente tabla. La medida es típica para cada CPU con la versión de Linux de entonces. El índice es el cociente de "BogoMips sobre la velocidad de reloj" para cualquier CPU, y para el mismo para un CPU Intel 386DX, para propósitos de comparación.
| Sistema                                  | Medida                               | Índice         |
| ---------------------------------------- | ------------------------------------ | -------------- |
| Intel 8088                               | reloj * 0,004                        | 0,02           |
| Intel/AMD 386SX                          | reloj * 0,14                         | 0,8            |
| Intel/AMD 386DX                          | reloj * 0,18                         | 1 (definición) |
| Motorola 68030                           | reloj * 0,25                         | 1,4            |
| Cyrix/IBM 486                            | reloj * 0,34                         | 1,8            |
| Intel Pentium                            | reloj * 0,40                         | 2,2            |
| Intel 486                                | reloj * 0,50                         | 2,8            |
| AMD 5x86                                 | reloj * 0,50                         | 2,8            |
| MIPS R4000/R4400                         | reloj * 0,50                         | 2,8            |
| ARM9                                     | reloj * 0,50                         | 2,8            |
| Motorola 8081                            | reloj * 0,65                         | 3,6            |
| Motorola 68040                           | reloj * 0,67                         | 3,7            |
| PowerPC 603                              | reloj * 0,67                         | 3,7            |
| Intel StrongARM                          | reloj * 0,66                         | 3,7            |
| NexGen Nx586                             | reloj * 0,75                         | 4,2            |
| PowerPC 601                              | reloj * 0,84                         | 4,7            |
| Alpha 21064/21064A                       | reloj * 0,99                         | 5,5            |
| Alpha 21066/21066A                       | reloj * 0,99                         | 5,5            |
| Alpha 21164/21164A                       | reloj * 0,99                         | 5,5            |
| Intel Pentium Pro                        | reloj * 0,99                         | 5,5            |
| Cyrix 5x86/6x86                          | reloj * 1,00                         | 5,6            |
| Intel Pentium II/III                     | reloj * 1,00                         | 5,6            |
| AMD K7/Athlon                            | reloj * 1,00                         | 5,6            |
| Intel Celeron                            | reloj * 1,00                         | 5,6            |
| Intel Itanium                            | reloj * 1,00                         | 5,6            |
| MIPS R4600                               | reloj * 1,00                         | 5,6            |
| Hitachi SH-4                             | reloj * 1,00                         | 5,6            |
| Intel Itanium 2                          | reloj * 1,49                         | 8,3            |
| Alpha 21264                              | reloj * 1,99                         | 11,1           |
| VIA Centaur                              | reloj * 1,99                         | 11,1           |
| AMD K5/K6/K6-2/K6-III                    | reloj * 2,00                         | 11,1           |
| AMD Duron/Athlon XP                      | reloj * 2,00                         | 11,1           |
| AMD Sempron                              | reloj * 2,00                         | 11,1           |
| UltraSparc II                            | reloj * 2,00                         | 11,1           |
| Intel Pentium MMX                        | reloj * 2,00                         | 11,1           |
| Intel Pentium 4                          | reloj * 2,00                         | 11,1           |
| Intel Pentium M                          | reloj * 2,00                         | 11,1           |
| Intel Core Duo                           | reloj * 2,00                         | 11,1           |
| Intel Core 2 Duo                         | reloj * 2,00                         | 11,1           |
| Centaur C6-2                             | reloj * 2,00                         | 11,1           |
| PowerPC 604/604e/750                     | reloj * 2,00                         | 11,1           |
| Intel Pentium III Xeon                   | reloj * 2,00                         | 11,1           |
| Motorola 68060                           | reloj * 2,01                         | 11,2           |
| Intel Xeon MP (32-bit) (hyper-threading) | reloj * 3,97                         | 22,1           |
| IBM S390                                 | no hay suficientes datos (por ahora) |                |
| Intel ARM                                | no hay suficientes datos (por ahora) |                |